# Ненси Синатра
Ненси Синатра (енгл. Nancy Sandra Sinatra; Џерзи Сити, 8. јун 1940) америчка јепевачица и глумица. Кћерка је Френка Синатре и његове прве супруге Ненси Барбато.

## Дискографија

### Синглови за Рипрајз 1961–1965
- "Cuff Links and a Tie Clip"/"Not Just Your Friend" (Issued in U.S. with picture sleeve)
- "To Know Him Is to Love Him"/"Like I Do"
- "June, July, and August"/"Think of Me"
- "You Can Have Any Boy"/"Tonight You Belong to Me"
- "I See the Moon"/"Put Your Head on My Shoulder"
- "The Cruel War"/"One Way" (Note: "One Way" is the only song ever committed to vinyl that Sinatra wrote and performed)
- "Thanks to You"/"Tammy"
- "Where Do the Lonely Go?"/"Just Think About the Good Times"
- "This Love of Mine"/"There Goes the Bride"
- "True Love"/"The Answer to Everything"

### Синглови за Рипрајз 1965–1970
21 сингл је био Билбордовој листи 100 хитова. Наведена су позиција и година.
- "So Long, Babe" (1965 - #86) /"If He'd Love Me"
- "These Boots Are Made for Walkin'" (1966 - #1) /"The City Never Sleeps At Night"
- "How Does That Grab You, Darlin'?" (1966 - #7) /"The Last of the Secret Agents"
- "Friday's Child" (1966 - #36) /"Hutchinson Jail"
- "In Our Time" (1966 - #46) /"Leave My Dog Alone"
- "Sugar Town" (1966 - #5) /"Summer Wine" with Lee Hazlewood (1967 - #49)
- "Love Eyes" (1967 - #15) /"Coastin'"
- "Somethin' Stupid" with Frank Sinatra (1967 - #1) /(b-side by Frank Sinatra on U.S. single, b-side on the UK. single was "Call Me" by Nancy)
- "You Only Live Twice" (1967 - #44; re-recorded version of the James Bond film theme)/"Jackson" with Lee Hazlewood (1967 - #14)
- "Lightning's Girl" (1967 - #24) /"Until It's Time for You to Go" (Issued in U.S. with picture sleeve)
- "Lady Bird" with Lee Hazlewood (1967 - #20) /"Sand" with Lee Hazlewood
- "Tony Rome" (1967 - #83) /"This Town"
- "Some Velvet Morning" with Lee Hazlewood (1968 - #26) /"Oh, Lonesome Me" with Lee Hazlewood
- "100 Years" (1968 - #69) /"See the Little Children"
- "Happy" (1968 - #74) /"Nice 'N' Easy"
- "Good Time Girl" (1968 - #65) /"Old Devil Moon"
- "Whatever Happened to Christmas?"/"I Wouldn't Trade Christmas" (both songs sung by the Sinatra family)
- "God Knows I Love You" (1968 - #97) /"Just Bein' Plain Old Me"
- "Here We Go Again" (1969 - #98) /"Memories"
- "Drummer Man" (1969 - #98) /"Home"
- "It's Such a Lonely Time of Year"/"Kids"
- "I Love Them All (The Boys In the Band)"/"Home"
- "Hello L.A., Bye Bye Birmingham"/"White Tattoo"
- "How Are Things In California" (1970 - #17, Billboard Adult Contemporary Chart) /"I'm Not a Girl Anymore"
- "Feelin' Kinda Sunday" with Frank Sinatra (1970 - #30), Billboard Adult Contemporary Chart)/"Kids"
- "Hook & Ladder"/"Is Anybody Goin' to San Antone?" (Issued in U.S. with picture sleeve)
- "Life's a Trippy Thing" with Frank Sinatra/b-side by Frank Sinatra
- "Did You Ever?" with Lee Hazlewood/"Back On the Road" with Lee Hazlewood
- "Glory Road"/"Is Anybody Goin' to San Antone?" (b-side was "Flowers In the Rain" in the UK)

### Електра синглови
- "Let's Keep It That Way"/"One Jump Ahead of the Storm" (1980)
- "Texas Cowboy Night" with Mel Tillis/"After the Lovin'" with Mel Tillis (1981)
- "Rudolph the Red-Nosed Reindeer" with Mel Tillis/b-side by Dave Rowland (1981)
- "Play Me or Trade Me" with Mel Tillis/"Where Would I Be" with Mel Tillis (1981)

### Остали синглови
- Lil' Bit Of Gold (1988 - Rhino Records; NOTE: Four-song EP)
- "Bone Dry/Now I Have Everything" (1995 - Cougar Records)
- For My Dad (1998, DCC Compact Classics; NOTE: Three-song EP. One Nancy solo, two Frank/Nancy duets)
- "Let Me Kiss You"/"Bossman" (2004 - Attack Records/Sanctuary)
- "Burnin' Down the Spark"/"Two Shots of Happy, One Shot of Sad" (2004 - Attack Records/Sanctuary)
- Shot You Down Audio Bullys feat. Nancy Sinatra

### Назнаке
10 њених песама је било на листи синглова Уједиљеног Краљевства:
- "These Boots Are Made for Walkin'" (1966 - #1)
- "How Does That Grab You, Darlin'?" (1966 - #19)
- "Sugar Town" (1967 - #8)
- "Somethin' Stupid" with Frank Sinatra (1967 - #1)
- "You Only Live Twice"/"Jackson" (b-side with Lee Hazlewood) (1967 - #11)
- "Lady Bird" with Lee Hazlewood (1967 - #47)
- "Highway Song" (1969 - #21)
- "Did You Ever?" with Lee Hazlewood (1971 - #2)
- "Let Me Kiss You" (2004 - #46)
- "Shot You Down" Audio Bullys featuring Nancy Sinatra (2005 - #3, pop; #1, dance)

### Албуми у САД
- Boots (1966, Reprise)
- How Does That Grab You? (1966, Reprise)
- Nancy in London (1966, Reprise)
- Sugar (1966, Reprise)
- Country, My Way (1967, Reprise)
- Nancy & Lee (1968, Reprise)
- Speedway (1968, RCA; NOTE: Original Motion Picture Soundtrack to the film starring Sinatra and Elvis Presley. Sinatra solo "Your Groovy Self" is featured on the album)
- Movin' with Nancy (1968, Reprise)
- The Sinatra Family Wish You a Merry Christmas (1968, Reprise)
- Nancy (1969, Reprise)
- Nancy's Greatest Hits (With a Little Help from Her Friends) (1970, Reprise)
- Nancy and Lee - Again (1971, RCA)
- Woman (1972, RCA)
- This Is Nancy Sinatra (1973, RCA)
- Mel & Nancy (1981, Elektra)
- Boots: Nancy Sinatra's All-Time Hits (1986, Rhino)
- The Hit Years (1986, Rhino)
- Fairytales & Fantasies: The Best of Nancy & Lee (1989, Rhino)
- One More Time (1995, Cougar)
- Sheet Music: A Collection of Her Favorite Love Songs (1998, DCC Compact Classics)
- How Does It Feel? (1998, DCC Compact Classics)
- You Go-Go Girl! (1999, Varese Sarabande)
- California Girl (2002, Buena Vista Records)
- Nancy Sinatra (2004, Attack)
- Bubblegum Girl, Vol. 1 (2005, Boots Enterprises)
- Bubblegum Girl, Vol. 2 (2005, Boots Enterprises)

### Значајнији албуми за ванамеричко тржиште
- Lightning's Girl (Australia - 1986, Raven; Reissued 2002)
- Like I Do (Denmark - 1990, Teenage Records)
- Tonight You Belong to Me (Japan - 1994, label unknown)
- Nancy & Lee 3 (Australia - 2004, Warner Music)
- The Very Best of Nancy Sinatra (Australia - 2005, Warner)
- The Essential Nancy Sinatra (UK - 2006, EMI/Liberty)

## Филмографија
| Улоге  |              |               |               |          |
| Година | Српски назив | Изворни назив | Улога         | Напомена |
| 1964.  |              |               | Karen Cross   |          |
| 1964.  |              |               | Lynne         |          |
| 1965.  |              |               | Tracy Edwards |          |
| 1966.  |              |               | Vicki         |          |
| 1966.  |              |               | Micheline     |          |
| 1966.  |              |               | Mike          |          |
| 1968.  |              |               | Susan Jacks   |          |